# Kōsuke Nakamachi
Kōsuke Nakamachi (中町 公祐?, Nakamachi Kōsuke; Saitama, 1º settembre 1985) è un ex calciatore giapponese, di ruolo centrocampista.

## Carriera
Ha giocato nella massima serie giapponese.
Il 2 gennaio annuncia che non rinnoverà il contratto con i Yokohama F Marinos e che continuerà la sua carriera in Zambia, senza però specificarne il club.
Il 1º febbraio 2019 viene ufficializzato il suo passaggio al ZESCO United.
Fa il suo esordio dal primo minuto il 27 marzo 2019 nella partita valevole per la Zambian Super League pareggiato 0-0 contro il Kitwe United.

## Statistiche

### Presenze e reti nei club
| Stagione                  | Squadra                   | Campionato                | Campionato | Campionato | Coppe nazionali | Coppe nazionali | Coppe nazionali | Coppe continentali | Coppe continentali | Coppe continentali | Altre coppe | Altre coppe | Altre coppe | Totale | Totale |
| Stagione                  | Squadra                   | Comp                      | Pres       | Reti       | Comp            | Pres            | Reti            | Comp               | Pres               | Reti               | Comp        | Pres        | Reti        | Pres   | Reti   |
| ------------------------- | ------------------------- | ------------------------- | ---------- | ---------- | --------------- | --------------- | --------------- | ------------------ | ------------------ | ------------------ | ----------- | ----------- | ----------- | ------ | ------ |
| 2004                      | Shonan Bellmare           | J2                        | 11         | 0          | CI              | 3               | 0               | -                  | -                  | -                  | -           | -           | -           | 14     | 0      |
| 2005                      | Shonan Bellmare           | J2                        | 12         | 1          | CI              | 0               | 0               | -                  | -                  | -                  | -           | -           | -           | 12     | 1      |
| 2006                      | Shonan Bellmare           | J2                        | 34         | 1          | CI              | 0               | 0               | -                  | -                  | -                  | -           | -           | -           | 34     | 1      |
| 2007                      | Shonan Bellmare           | J2                        | 9          | 0          | CI              | 0               | 0               | -                  | -                  | -                  | -           | -           | -           | 9      | 0      |
| Totale Shonan Bellmare    | Totale Shonan Bellmare    | Totale Shonan Bellmare    | 66         | 2          |                 | 3               | 0               |                    | -                  | -                  | -           | -           | -           | 69     | 2      |
| 2010                      | Avispa Fukuoka            | J2                        | 35         | 10         | CI              | 3               | 1               | -                  | -                  | -                  | -           | -           | -           | 38     | 11     |
| 2011                      | Avispa Fukuoka            | J1                        | 24         | 2          | CI+CJL          | 2+1             | 1+0             | -                  | -                  | -                  | -           | -           | -           | 27     | 3      |
| Totale Avispa Fukuoka     | Totale Avispa Fukuoka     | Totale Avispa Fukuoka     | 59         | 12         |                 | 5+1             | 2+0             |                    | -                  | -                  | -           | -           | -           | 65     | 14     |
| 2012                      | Yokohama F·Marinos        | J1                        | 20         | 1          | CI+CJL          | 4+3             | 1+0             | -                  | -                  | -                  | -           | -           | -           | 27     | 2      |
| 2013                      | Yokohama F·Marinos        | J1                        | 33         | 1          | CI+CJL          | 5+10            | 0+1             | -                  | -                  | -                  | -           | -           | -           | 48     | 2      |
| 2014                      | Yokohama F·Marinos        | J1                        | 23         | 0          | CI+CJL          | 0+1             | 0+1             | AFC                | 6                  | 1                  | -           | -           | -           | 30     | 2      |
| 2015                      | Yokohama F·Marinos        | J1                        | 14         | 2          | CI+CJL          | 1+2             | 0+0             | -                  | -                  | -                  | -           | -           | -           | 17     | 2      |
| 2016                      | Yokohama F·Marinos        | J1                        | 31         | 6          | CI+CJL          | 3+4             | 2+0             | -                  | -                  | -                  | -           | -           | -           | 38     | 8      |
| 2017                      | Yokohama F·Marinos        | J1                        | 22         | 2          | CI+CJL          | 2+3             | 0+0             | -                  | -                  | -                  | -           | -           | -           | 27     | 2      |
| 2018                      | Yokohama F·Marinos        | J1                        | 16         | 1          | CI+CJL          | 2+8             | 0+1             | -                  | -                  | -                  | -           | -           | -           | 26     | 2      |
| Totale Yokohama F·Marinos | Totale Yokohama F·Marinos | Totale Yokohama F·Marinos | 159        | 13         |                 | 17+31           | 3+3             |                    | 6                  | 1                  | -           | -           | -           | 213    | 20     |
| 2019                      | ZESCO United              | SD                        | 2          | 0          | CZ              | 0               | 0               | CAF CC             | -                  | -                  | -           | -           | -           | 2      | 0      |
| Totale carriera           | Totale carriera           | Totale carriera           | 286        | 27         |                 | 25+32           | 5+3             | -                  | 6                  | 1                  | -           | -           | -           | 349    | 36     |

## Palmarès

### Club

#### Competizioni nazionali
- Coppa dell'Imperatore: 1

Yokohama F·Marinos: 2013
- Campionato zambiano: 1

ZESCO United: 2019

### Nazionale
- Universiadi:   1

Belgrado 2009